# Rinconada (departamento)
Rinconada é um departamento da província de Jujuy.